# Crocothemis striata
Crocothemis striata là loài chuồn chuồn trong họ Libellulidae. Loài này được Lohmann mô tả khoa học đầu tiên năm 1981.